# Nanaimo Islanders
Die Nanaimo Islanders waren eine kanadische Eishockeymannschaft aus Nanaimo, British Columbia. Das Team spielte in der Saison 1982/83 in einer der drei höchsten kanadischen Junioren-Eishockeyligen, der Western Hockey League (WHL).

## Geschichte
Die Billings Bighorns aus der Western Hockey League wurden 1982 nach Nanaimo, British Columbia, umgesiedelt und in Nanaimo Islanders umbenannt. In ihrer ersten und einzigen Spielzeit erreichte die Mannschaft in der Saison 1982/83 den fünften und somit vorletzten Platz in der West Division, womit sie die Playoffs um den Ed Chynoweth Cup verpassten. Das von Réal Turcotte trainierte Team gewann nur 20 seiner 72 Spiele und beendete die Spielzeit mit einer Ausbeute von 41 Punkten, wobei sie auf die direkt vor ihnen platzierten und somit an den Playoffs teilnehmenden Seattle Breakers acht Punkte Rückstand hatten. Nach nur einem Jahr wurde das Franchise nach New Westminster, British Columbia, verlegt, wo es anschließend unter dem Namen New Westminster Bruins am Spielbetrieb der WHL teilnahm. Diese ersetzten die ein Jahr zuvor nach Saginaw umgesiedelten Bruins und setzten deren Historie fort.  

## Saisonstatistik
Abkürzungen: GP = Spiele, W = Siege, L = Niederlagen, T = Unentschieden, OTL = Niederlagen nach Overtime SOL = Niederlagen nach Shootout, Pts = Punkte, GF = Erzielte Tore, GA = Gegentore, PIM = Strafminuten
| Saison  | GP | W  | L  | T | OTL | SOL | Pts | GF  | GA  | Platz    | Playoffs           |
| 1982–83 | 72 | 20 | 51 | 1 | —   | —   | 41  | 357 | 487 | 5., West | nicht qualifiziert |

## Ehemalige Spieler
Folgende Spieler, die für die Nanaimo Islanders aktiv waren, spielten im Laufe ihrer Karriere in der National Hockey League: 
- Mark Lamb
- Jim McGeough
- Pokey Reddick
- Bob Rouse
- Vern Smith
- Rocky Trottier
- Alfie Turcotte
- Richard Zemlak

## Team-Rekorde

### Karriererekorde
Spiele: 72  Jim McGeough,  Marc Zeitlin
Tore: 76  Jim McGeough
Assists: 61  Harry Mahood
Punkte: 132   Jim McGeough
Strafminuten: 126  Jim McGeough